# Packhusgränd

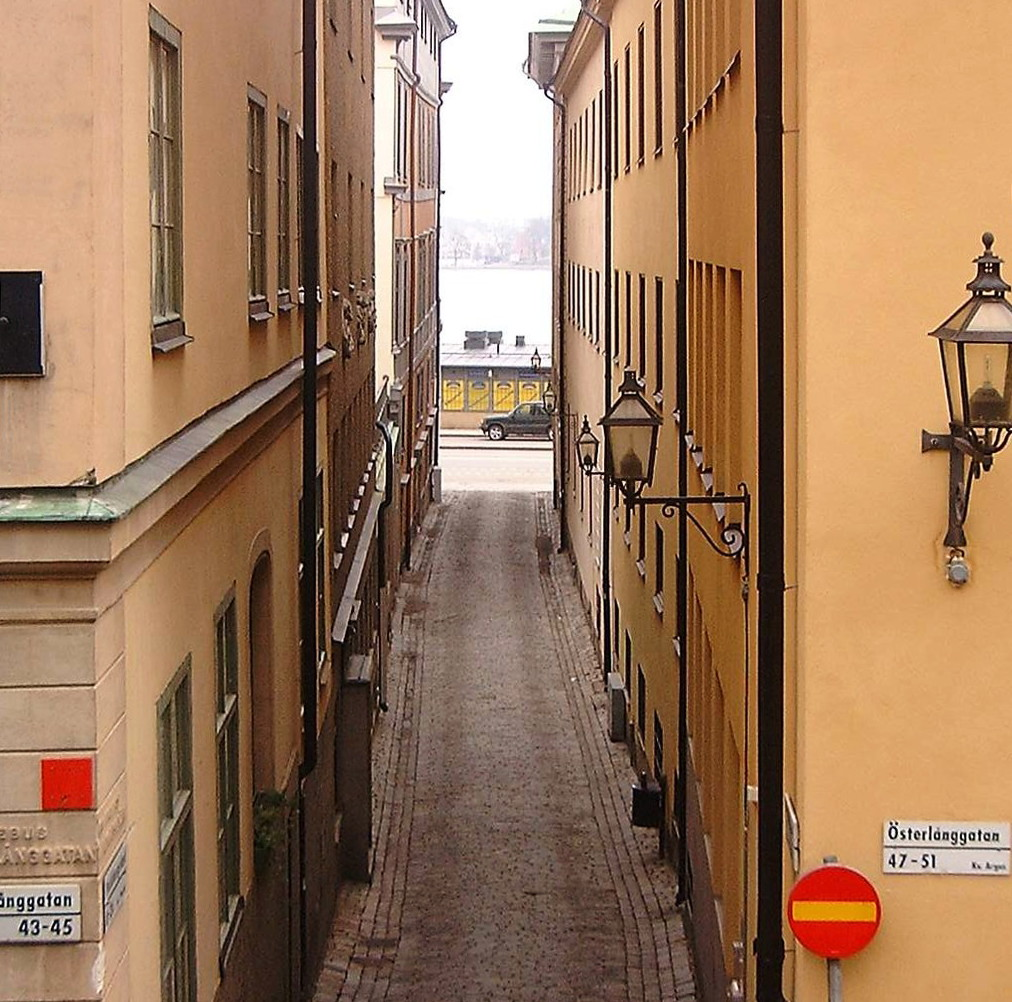
Packhusgränd mot öst.

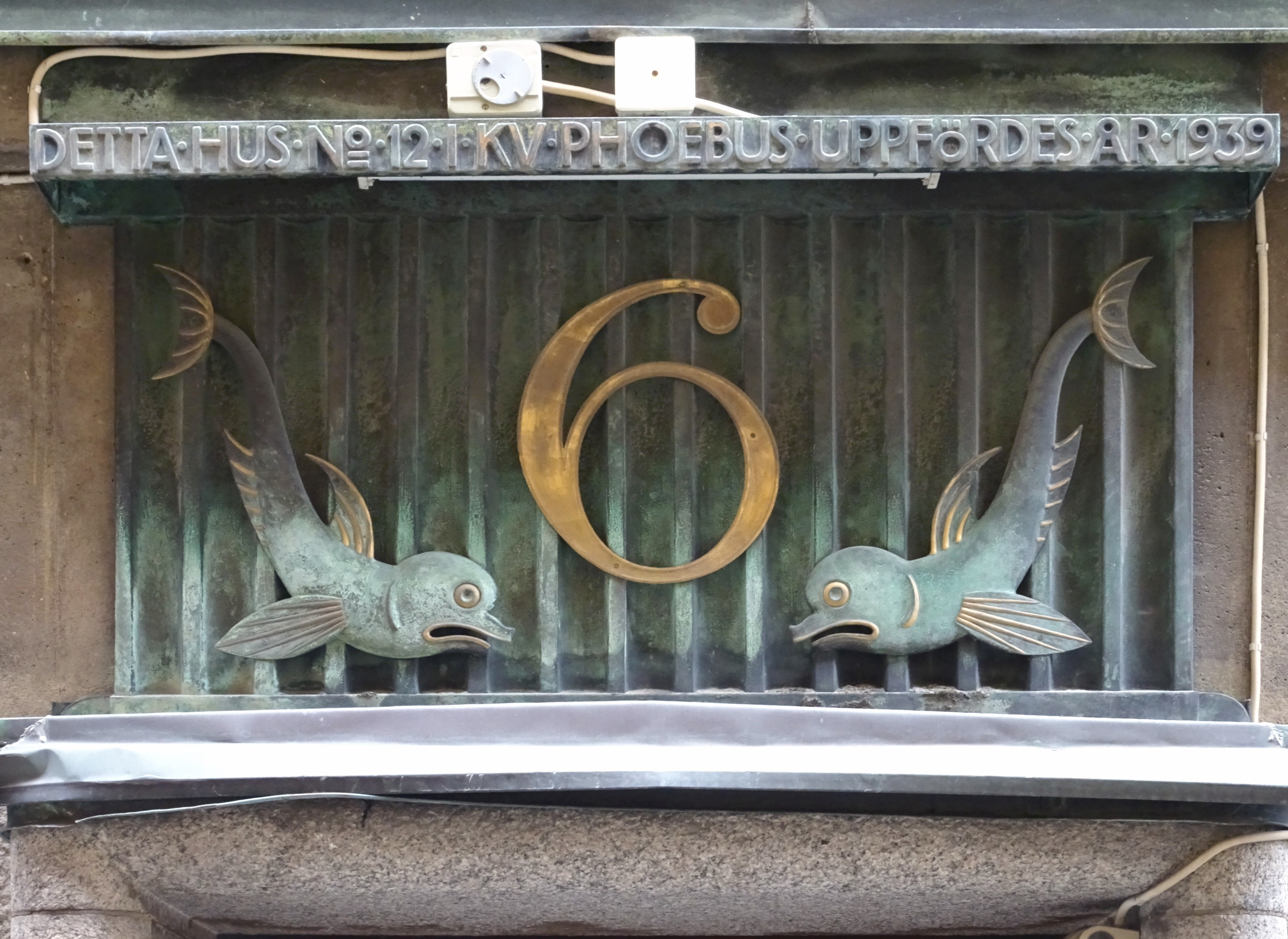
Packhusgränd 6.

Packhusgränd är en gränd i östra delen av Gamla stan i Stockholm. Den fick sitt nuvarande namn 1733 där den omnämns på Petrus Tillaeus Stockholmskarta. 

## Beskrivning
Gränden sträcker sig mellan Österlånggatan i väster och Skeppsbron i öster. Packhusgränd hette tidigare Urbansgränden (år 1606, Urbanus grandhen) efter Urban Michelsson som vid 1500-talets slut hade ett hus vid gränden. Gränden har fått namn efter ett packhus, som byggdes i slutet av 1600-talet på den tomt i kvarteret Argus, vilken staden 1686 inköpte för Tullverkets räkning. Här uppfördes Tullhuset mellan 1783 och 1790 efter ritningar av Eric Palmstedt.
Bostadshuset Packhusgränd nr 6 är resultatet av en omfattande ombyggnad som utfördes 1939 efter ritningar av arkitekt Gunnar Morssing. Över entréporten finns en utsmyckning i koppar och mässing visande husnummer "6" flankerat av två delfiner, däröver en text: "Detta hus No 12 i kv. Phoebus uppfördes år 1939".